# Værker der er tilskrevet Vermeer
Dette er en oversigt over Værker der er tilskrevet Johannes Vermeer.
Værkernes datering kan være noget problematisk, eftersom Vermeer kun på to af malerierne selv angav en dato (Ruffersken og Astronomen; Geografen er påført en dato, men den er påført senere af en anden). Dateringen af de resterende billeder er kun formodning. Tre malerier er omdiskuterede (Den hellige Praxedis, En ung pige med fløjte og En kvinde, der står ved et klaviatur)
Malerierne er fordelt på lande, byer og museer således (Europa: 23, USA: 14):
- Frankrig: Paris – Louvre (2)
- Nederlandene: Haag – Mauritshuis (3), Amsterdam – Rijksmuseum (4)
- Irland: Dublin – National Gallery of Ireland (1)
- Monaco: Musée de la Chapelle de la Visitation (1)
- Tyskland: Dresden – Gemäldegalerie Alte Meister (2), Berlin – Gemäldegalerie (2), Braunschweig – Herzog Anton Ulrich-Museum (1), Frankfurt – Städel (1)
- Storbritannien: London – Buckingham Palace (1), National Gallery (2), Kenwood House (1)
- Skotland: Edinburgh – National Gallery of Scotland (1)
- Østrig: Wien – Kunsthistorisches Museum (1)
- USA: New York – Metropolitan Museum of Art (5), Frick Collection (3), Washington D.C. – National Gallery of Art (4), Boston – Isabella Stewart Gardner Museum (1) (stjålet), Las Vegas – Wynns samling (1)

| Nr. | Billede | Titel                                                                | Dato      | Størrelse, materiale                               | Udstilling/Samling/Ejer                                                              |
| --- | ------- | -------------------------------------------------------------------- | --------- | -------------------------------------------------- | ------------------------------------------------------------------------------------ |
| 1   |         | Kristus hos Maria og Martha                                          | 1654/1655 | 160 × 142 cm, Olie på lærred                       | National Gallery of Scotland i Edinburgh                                             |
| 2   |         | Den hellige Praxedis (tilskrevet)                                    | 1655      | 101,6 × 82,6 cm, Olie på lærred                    | Musée de la Chapelle de la Visitation i Monaco (Barbara Piasecka Johnson Collection) |
| 3   |         | Dianas hvil                                                          | 1655/1656 | 98,5 × 105 cm, Olie på lærred                      | Mauritshuis i Haag                                                                   |
| 4   |         | Ruffersken                                                           | 1656      | 143 × 130 cm, Olie på lærred                       | Gemäldegalerie Alte Meister i Dresden                                                |
| 5   |         | Sovende pige                                                         | 1657      | 87,6 × 76,5 cm, Olie på lærred                     | Metropolitan Museum of Art i New York                                                |
| 6   |         | Pige der læser et brev ved et vindue                                 | 1657      | 83 × 64,5 cm, Olie på lærred                       | Gemäldegalerie Alte Meister i Dresden                                                |
| 7   |         | Den lille gade                                                       | 1657/1658 | 54,3 × 44 cm, Olie på lærred                       | Rijksmuseum i Amsterdam                                                              |
| 8   |         | Soldaten og den smilende pige                                        | 1658      | 49,2 × 44,4 cm, Olie på lærred                     | Frick Collection i New York                                                          |
| 9   |         | Pige der drikker vin med en herre                                    | 1658–1660 | 66,3 × 76,5 cm, Olie på lærred                     | Gemäldegalerie i Berlin                                                              |
| 10  |         | Køkkenpige Mælkepigen                                                | 1658–1660 | 45,4 × 41 cm, Olie på lærred                       | Rijksmuseum i Amsterdam                                                              |
| 11  |         | Pige der drikker vin med to kavalerer                                | 1659/1660 | 78 × 67,5 cm, Olie på lærred                       | Herzog Anton Ulrich-Museum i Braunschweig                                            |
| 12  |         | Udsigt over Delft                                                    | 1660/1661 | 98,5 × 117,5 cm, Olie på lærred                    | Mauritshuis i Haag                                                                   |
| 13  |         | Musiklektionen                                                       | 1660/1661 | 38,7 × 43,9 cm, Olie på lærred                     | Frick Collection i New York                                                          |
| 14  |         | Brevet Frugtsommelig kvinde læser et brev Kvinde i blåt              | 1662–1664 | 46,5 × 39 cm, Olie på lærred                       | Rijksmuseum i Amsterdam                                                              |
| 15  |         | En herre og dame ved et spinet                                       | 1662–1665 | 74,6 × 64,1 cm, Olie på lærred                     | Royal Collection i Buckingham Palace in London                                       |
| 16  |         | Perlevejersken                                                       | 1662–1664 | 42,5 × 38 cm, Olie på lærred                       | National Gallery of Art i Washington D.C.                                            |
| 17  |         | Lutspilleren                                                         | 1664      | 51,4 × 45,7 cm, Olie på lærred                     | Metropolitan Museum of Art i New York                                                |
| 18  |         | Perlekæden                                                           | 1664      | 55 × 45 cm, Olie på lærred                         | Gemäldegalerie i Berlin                                                              |
| 19  |         | Ung kvinde med en vandkande                                          | 1664/1665 | 45,7 × 40,6 cm, Olie på lærred                     | Metropolitan Museum of Art i New York                                                |
| 20  |         | Pige med perleørering Pigeansigt Pigen med turban Ung pige med perle | 1665      | 45 × 40 cm, Olie på lærred                         | Mauritshuis i Haag                                                                   |
| 21  |         | Koncerten                                                            | 1665/1666 | 69 × 63 cm, Olie på lærred                         | Isabella Stewart Gardner Museum i Boston (stjålet siden 1990)                        |
| 22  |         | En kvinde skriver brev                                               | 1665–1670 | 45 × 39,9 cm, Olie på lærred                       | National Gallery of Art i Washington D.C.                                            |
| 23  |         | Pigeansigt                                                           | 1666/1667 | 44,5 × 40 cm, Olie på lærred                       | Metropolitan Museum of Art i New York                                                |
| 24  |         | En ung pige med fløjte (tilskrevet)                                  | 1665/1670 | 20 × 17,8 cm, Olie på træ                          | National Gallery of Art i Washington D.C.                                            |
| 25  |         | Pigen med den røde hat                                               | 1666/1667 | 23,2 × 18,1 cm, Olie på træ                        | National Gallery of Art i Washington D.C.                                            |
| 26  |         | Dame med tjenestepige og brev                                        | 1667/1668 | 89,5 × 78,1 cm, Olie på lærred                     | Frick Collection i New York                                                          |
| 27  |         | Astronomen                                                           | 1668      | 50,8 × 46,3 cm, Olie på lærred                     | Louvre i Paris                                                                       |
| 28  |         | Geografen                                                            | 1668/1669 | 53 × 46,6 cm, Olie på lærred                       | Städel i Frankfurt am Main                                                           |
| 29  |         | Ung pige med lut læser et brev Kærestebrevet                         | 1669/1670 | 44 × 38,5 cm, Olie på lærred                       | Rijksmuseum i Amsterdam                                                              |
| 30  |         | Kniplersken                                                          | 1669/1670 | 24,5 × 21 cm, Olie på lærred (auf Holz aufgezogen) | Louvre i Paris                                                                       |
| 31  |         | Brevskrivende kvinde sammen med sin pige                             | 1670      | 71 × 59 cm, Olie på lærred                         | National Gallery of Ireland i Dublin                                                 |
| 32  |         | En kvinde, der står ved et klaviatur (tilskrevet)                    | 1670      | 25,5 × 20 cm, Olie på lærred                       | Wynns samling i Las Vegas                                                            |
| 33  |         | Allegori over den kristne tro                                        | 1671–1674 | 114,3 × 88,9 cm, Olie på lærred                    | Metropolitan Museum of Art i New York                                                |
| 34  |         | Guitarspillerinden                                                   | 1672      | 53 × 46,3 cm, Olie på lærred                       | Kenwood House i London                                                               |
| 35  |         | Allegori over malerkunsten                                           | 1673      | 130 × 110 cm, Olie på lærred                       | Kunsthistorisches Museum i Wien                                                      |
| 36  |         | Kvinde ved virginal                                                  | 1672-1673 | 51,7 × 45,2 cm, Olie på lærred                     | National Gallery i London                                                            |
| 37  |         | En kvinde, der sidder ved et klaviatur                               | 1673–1675 | 51,5 × 45,5 cm, Olie på lærred                     | National Gallery i London                                                            |